# ينيجه (أديامان)
ينيجه (بالتركية: Yenice)‏ هي قرية كرديّة تتبع إداريّاً لمديرية أديامان في محافظة أديامان التركية الواقعة في جنوب شرق الأناضول. وبلغ عدد سكانها 136 نسمة في عام 2021.